# Immanuel Velikovsky

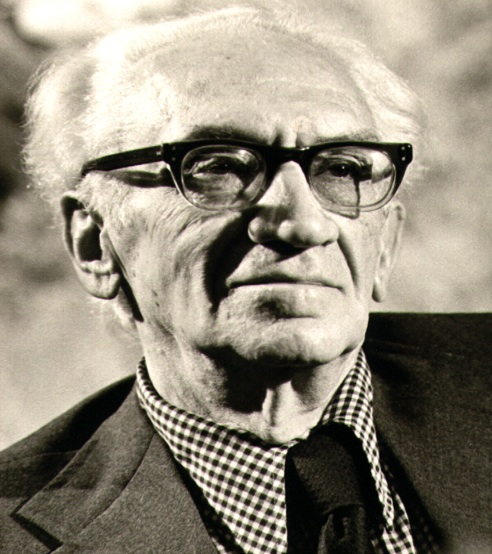
Immanuel Velikovsky

Immanuel Velikovsky (Russisch: Иммануил Великовский) (Vitebsk, 10 juni 1895 – Princeton, 17 november 1979) was een publicist op het gebied van prehistorie, oude geschiedenis en de beweging van hemellichamen. Zijn theorieën worden door de gevestigde academische wereld afgewezen of genegeerd.

## Levensloop
Velikovsky werd geboren in Vitebsk (nu Wit-Rusland) als zoon van een welgestelde Joodse familie. Hij volgde het Medvednikov Gymnasium in Moskou en ging vervolgens geneeskunde studeren in Montpellier, Edinburgh en Moskou, en studeerde in 1921 af. Vervolgens vestigde hij zich in Berlijn. Hij trouwde in 1923 met de violiste Elisheva Kramer. Het echtpaar kreeg twee dochters.
Tussen 1924 en 1939 woonde hij in Palestina, waar hij een medische, psychiatrische en psychoanalytische praktijk hield. In 1939 vestigde het gezin zich in New York.
Na zijn vestiging in de Verenigde Staten begon Velikovsky met de publicatie van zijn door velen als controversieel bestempelde boeken. Als gevolg van de algemene afwijzing van zijn theorieën was hij gedurende de jaren ’50 en ’60 persona non grata in de academische wereld. Nadien werden zijn publicaties bekender en steeg het aantal geïnteresseerden.
Velikovsky overleed in Princeton in 1979.

## Publicaties
Afgezien van diverse publicaties op medisch gebied is Velikovsky vooral bekend geworden door publicaties over kosmische bewegingen en chronologie van de antieke wereld.

### Werelden in botsing
In zijn boeken “Werelden in botsing” en “Aarde in beroering” schetst Velikovsky catastrofistische theorieën, die erop neerkomen dat bepaalde tijdperken in de geschiedenis van de aarde abrupt worden afgesloten door rampen van kosmische aard, zoals het langs de aarde scheren van een komeet, die zich vervolgens in een permanente baan om de zon heeft gevestigd en nu bekend is als de planeet Venus. Deze rampen zouden in het collectieve geheugen van de mensheid zijn gegrift en de bron vormen van diverse mythen over de hele wereld.
Verder deed hij beweringen over eigenschappen van Venus en Jupiter. Zo was hij van mening dat de planeet Jupiter radiosignalen uit zou moeten zenden. Dit werd 1954 toevallig bevestigd door Bernard Burke en Kenneth Franklin van het Carnegie Instituut in Washington D.C., afdeling radioastronomie en aardmagnetisme. Op 6 april 1955, tijdens een bijeenkomst van de American Astronomical Society, meldden ze hun bevindingen.
Ook beweerde hij dat de oppervlaktetemperatuur van Venus zeer hoog zou liggen, in de orde van honderden graden Celsius boven nul. Dit stond haaks op de toen algemeen geaccepteerde inzichten over Venus. In 1962 passeerde de ruimtesonde Mariner 2 de planeet Venus en stelde vast dat de oppervlaktetemperatuur ongeveer 400 graden Celsius bedraagt. Tevens nam de sonde waar dat Venus een retrograde, tegengestelde, draairichting heeft ten opzichte van de andere planeten, behalve Uranus, in het zonnestelsel.

### Herziene chronologie
In drie boeken (Eeuwen in chaos, Ramses II en zijn tijd en De zeevolken) zet Velikovsky zijn reconstructie van de chronologie van de oude wereld neer. Op basis van allerlei geschriften, inscripties en monumenten komt hij tot de conclusie dat de Egyptische chronologie zoals die algemeen aanvaard is, niet correct is, maar dat er verschillen zijn met zijn herziene chronologie die oplopen tot 600 jaar. In deze theorie is bijvoorbeeld Ramses II dezelfde farao als Necho II, en Ramses III dezelfde als Nectanebo I. Het Hettitisch koninkrijk zou hetzelfde zijn als het Chaldeeuwse rijk van Nebukadnezar.
Ook deze theorieën werden radicaal afgewezen, maar worden in afgezwakte c.q. afgeleide vorm nog wel gehanteerd door (bijvoorbeeld) David Rohl.

## Tegenstand
De academische wereld heeft altijd ongewoon fel gereageerd op Velikovsky’s theorieën. Uitgeverij Macmillan, die veel academische werken uitgaf, werd na de publicatie van “Werelden in botsing” bedreigd met een boycot en haalde het boek daarop uit haar fonds. De eindredacteur verantwoordelijk voor het goedkeuren van Velikovsky’s manuscript werd ontslagen.
Tevens werd de directeur van het Hayden Planetarium in New York ontslagen, omdat hij de theorieën van Velikovsky in het planetarium een plaats wilde geven.
In het algemeen richtte de kritiek zich op de onorthodoxe wijze waarop Velikovsky tot zijn conclusies kwam, zoals het gebruik van oude mythen. Verder was er kritiek op het gebruik van bronnen, zoals het gebruiken van verouderde vertalingen of onjuiste interpretaties. Daardoor konden zijn theorieën de toets van de wetenschappelijke methode niet doorstaan. Volgens academische normen waren zijn opvattingen pseudowetenschappelijk. De wetenschap heeft met haar eigen waarnemingen, jaren later, een aantal van Velikovsky’s beweringen bevestigd, zoals de omvang van het magnetisch veld van de aarde, waarvan altijd gedacht werd dat het veel kleiner was dan nu is vastgesteld, en ook de eigenschap van Jupiter dat de planeet radiosignalen uitzendt, is inmiddels een vaststaand feit, evenals de oppervlaktetemperatuur van Venus die veel hoger bleek te liggen dan de wetenschappers aanvankelijk dachten.

## In het Nederlands verschenen boeken van Velikovsky
- Werelden in botsing (engl.: Worlds in Collision), ISBN 90-202-3258-4
- Eeuwen in chaos (engl.: From the Exodus to King Akhnaton (Vol. I of Ages in Chaos), ISBN 90-202-3288-6
- Aarde in beroering (engl.: Earth in Upheaval), ISBN 90-202-3280-0
- Oedipus en Echnaton, ISBN 90-202-3030-1
- De zeevolken (engl.: Peoples of the Sea), ISBN 90-202-3299-1
- Ramses II en zijn tijd (engl.: Ramses II and His Time, Vol. II of Ages in Chaos), ISBN 90-202-3300-9
- Mensheid zonder geheugen. Wereldrampen als bron van een trauma (engl.: Mankind in Amnesia), ISBN 90-202-3249-5